# Jan Provoost
Jan Provoost, Jean Provost o Jan Provost (Mons, 1462/5 - Bruges, gener de 1529) va ser un pintor flamenc. Va ser un dels més famosos primitius flamencs de la seua generació, un prolífic mestre que abandonà el seu primer taller de Valenciennes per posar en marxa dos nous tallers, un d'ells a Bruges, on va ser fet ciutadà l'any 1494, i l'altre simultàniament a Anvers, que aleshores era el centre econòmic dels Països Baixos. Provoost també va ser enginyer cartògraf i arquitecte. Va conèixer Albrecht Dürer a Anvers l'any 1520, i s'ha especulat que un dibuix retrat de Dürer conservat a la National Gallery de Londres podria ser obra seua. Es va casar amb la vídua del miniaturista i pintor Simon Marmion, després de la mort de la qual va heretar el considerable patrimoni de Marmion.
En les seves obres religioses es pot identificar la influència de Gerard David i Hans Memling. L'única obra de la qual hi ha evidència documental de l'autoria de Provoost és el Judici Final pintat per a l'Ajuntament de Bruges l'any 1525. Sorprenentment, s'han fet descobriments relativament recents: l'any 1971 una crucifixió panoràmica, inèdita i fins ara considerada d'autor desconegut, que es trobava a l'església parròquial de Koolkerke va ser identificada com a obra de Provoost. Es troba en préstec permanent al Museu Groeninge de Bruges, que té diverses obres seves.

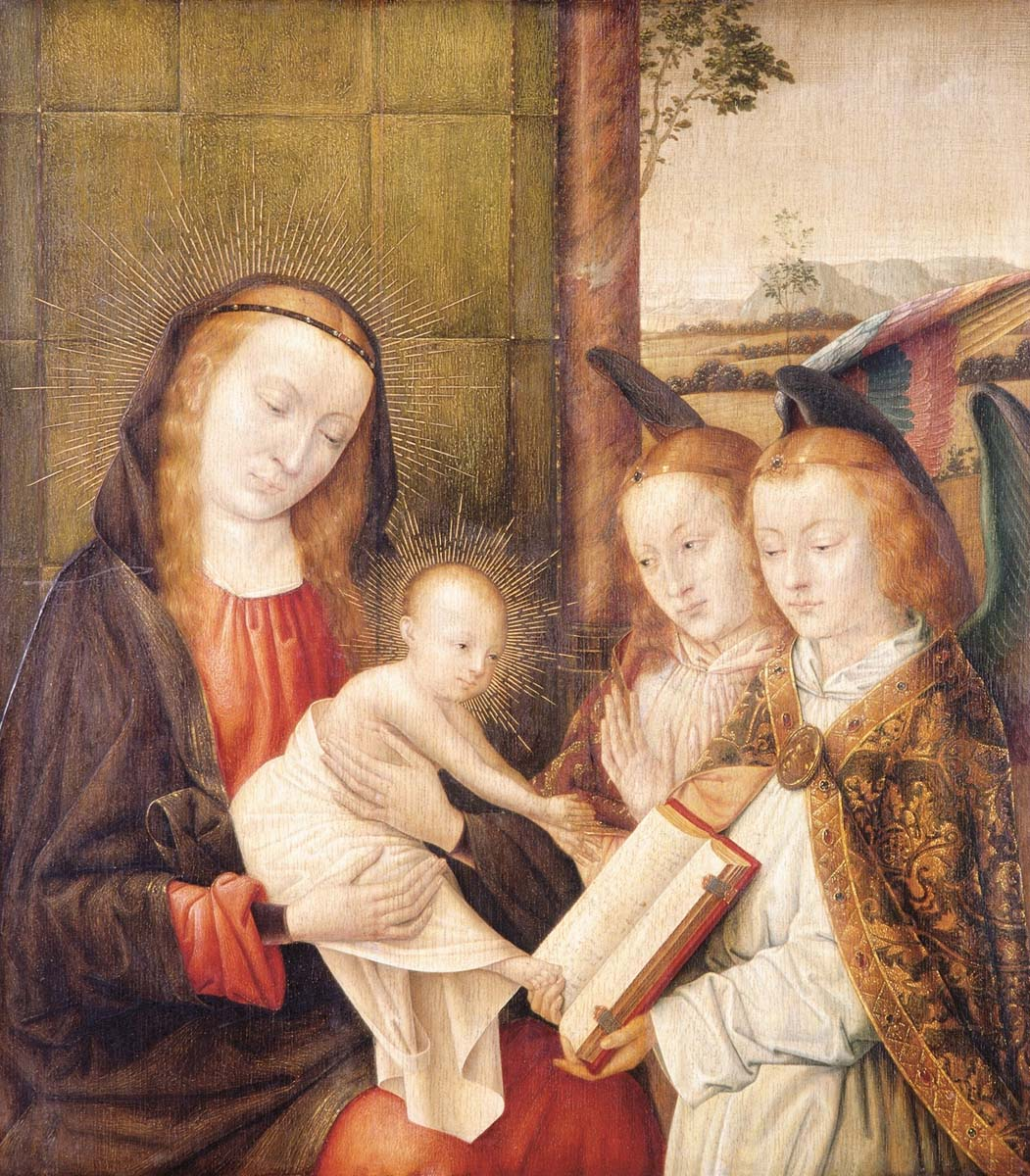
Madonna, nen i dos àngels (Casa Museu Eva Klabin, Rio de Janeiro, Brasil)

## Selecció d'obres
- Crucifixió, vers 1495 Metropolitan Museum of Art
- Crucifixió, vers 1500 Museu Groeninge, Bruges
- La Mare de Déu en la Glòria, vers 1524 Ermitage
- Judici Final, Detroit Institute of Arts
- Mare de Déu i Infant, atribuïda, National Gallery de Londres
- Judici Final, per a l'Ajuntament de Bruges, 1525 Museu Groeninge, Bruges
- Sant Joan Baptista i un canonge, Musée des Beaux-Arts, Valenciennes
- Madonna, nen i dos àngels, Casa Museu Eva Klabin, Rio de Janeiro, Brasil